# Свети Илия (Дилофо)
Вижте пояснителната страница за други значения на Свети Илия.
„Свети Пророк Илия“ (на гръцки: Προφήτης Ηλίας Διλόφου) е православна църква в село Дилофо (Либохово), Егейска Македония, Гърция, част от Сисанийската и Сятищка епархия.
Църквата е построена през 1817 година и е най-старата сграда в селото. В 1866 година е обновена. Разположена е в седловина между върховете Румани и Валя.